# Sylvie van Gucht
Sylvie van Gucht (ur. 30 listopada 1962) – francuska zapaśniczka walcząca w stylu wolnym. Złota medalistka mistrzostw świata w 1987, 1989 i 1990. Mistrzyni Europy w 1988 roku. Pierwsza na mistrzostwach Francji w latach 1985 i 1987-1990.